# Condrieu
Condrieu  é uma localidade e comuna francesa da região Auvérnia-Ródano-Alpes, departamento do Ródano, Lyon e cantão de Condrieu. A povoação está situada na margem direita do rio Ródano, a 11 km de Vienne e 44 km a sul de Lyon, no sopé do Monte Monnet. Fica no limite do Parque Natural de Pilat.

## Descrição
Uma das principais actividades é o cultivo e produção de vinho branco, existindo a denominação de origem protegida Condrieu desde 27 de abril de 1940.